# Cmentarz żydowski w Sochocinie
Cmentarz żydowski w Sochocinie – kirkut społeczności żydowskiej niegdyś zamieszkującej Sochocin. Mieści się na południe od miasta, po zachodniej stronie szosy do Kuchar Żydowskich.
Nekropolia zajmowała teren o powierzchni około 1 hektara. Obecnie brak jakichkolwiek macew na dawnym kirkucie. Cmentarz jest zdewastowany i porośnięty lasem.